# 別列尼科耶 (扎波羅熱區)
比倫凱（羅馬化：Bilenke），或按俄語名譯别列尼科耶，是烏克蘭東南部扎波羅熱州扎波羅熱區别列尼科耶市镇内的村落及其行政中心。始建於1770年，面積81.7平方公里，海拔高度17米，2001年人口4,976，人口密度每平方公里60.9人。